# نيل كرون
نيل كرون هو ممثل كندي، ولد في 29 مايو 1960 بتورونتو في كندا.

## أعمال

### مسلسلات
- مسجد صغير على المرج

## وصلات خارجية
- نيل كرون على موقع IMDb (الإنجليزية)
- نيل كرون على موقع قاعدة بيانات الفيلم (الإنجليزية)